# 'Eua
'Eua è un'isola ed una divisione delle Tonga con 4903 abitanti al censimento 2021. Il capoluogo è 'Ohonua.
La divisione è composta da 2 isole: 'Eua e Kalau, a 3,8 km a sud-ovest della punta meridionale di 'Eua, di circa 0,14 km².

## Storia
ʻEua fu inserita sulle mappe europee da Abel Tasman che raggiunse ʻEua e Tongatapu il 21 gennaio 1643. La chiamò Isola di Middelburg, in onore della città olandese di Middelburg, in Zelanda.
Il capitano James Cook sbarcò sull'isola di Middleburg il 2 ottobre 1773, fu gentilmente ricevuto, ma non fu in grado di rifornire le sue provviste come desiderava. Sulla sua mappa, l'isola viene chiamata Eaoowe.

## Geografia
'Eua è un'isola collinare. Le cime più alte sono la Teʻemoa di 312 m e la Vaangina di 305 m. L'isola non è vulcanica, ma è stata modellata dallo sfregamento della Placca delle Tonga contro la Placca pacifica, spingendo 'Eua verso l'alto. Il suolo di ʻEua è di origine vulcanica, come quello di Tongatapu, ma solo lo strato superficiale, depositato dalle eruzioni dei vulcani vicini circa diecimila anni fa.
'Eua e Niuatoputapu sono le uniche isole della Tonga che hanno ruscelli. Il torrente defluisce nel porto vicino alla capitale dell'isola, ʻOhonua.
La barriera corrallina crea, sulle coste tra 'Ohonua e Tufuvai, delle piscine naturali denominate 'otumatafena.

## Geografia antropica

### Suddivisioni amministrative
'Eua è divisa nei due distretti:
- 'Eua Motu'a con 6 villaggi ed una popolazione di 2 771
- 'Eua Fo'ou con 9 villaggi ed una popolazione di 2 132

## Società

### Evoluzione demografica
I villaggi degli abitanti originari di 'Eua si trovano nel nord dell'isola: Houma, Ta'anga, 'Ohonua, Pangai e Tufuvai.
I villaggi appena a sud, nel distretto di 'Eua Niuafo'ou (abbreviato Fo'ou), sono stati fondati dagli abitanti di Niuafo'ou che qui si trasferirono nel 1948, a seguito di una grave eruzione del vulcano. Quando si sono reinsediati, hanno chiamato vari luoghi in 'Eua come i luoghi che avevano lasciato a Niuafoʻou.
I villaggi di Haʻatuʻa e Kolomaile sono stati invece fondati dagli abitanti originari di 'Ata, che qui si trasferirono nel 1863.

## Trasporti e vie di comunicazione
È servito dal Kaufana Airport. Il volo tra 'Eua e l'isola principale Tongatapu dura solamente 8 minuti, uno dei più brevi voli commerciali al mondo.

## Ambiente
L'isola 'Eua è l'unica isola delle Tonga che ospita ancora il pappagallo splendente rosso, conosciuto in questi territori come Koki per il suono che emette. Sono inoltre presenti 12 specie di uccelli, 9 di lucertole e 2 di pipistrelli: la volpe volante del Pacifico e l'Emballonura semicaudata.

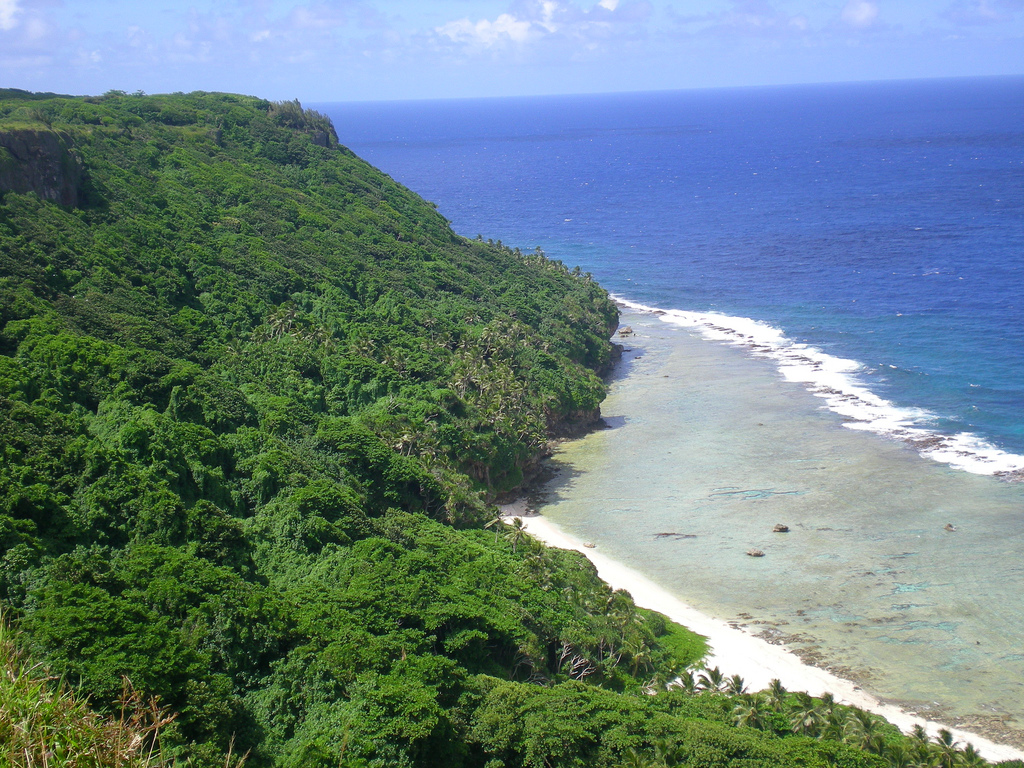
Costa di 'Eua.
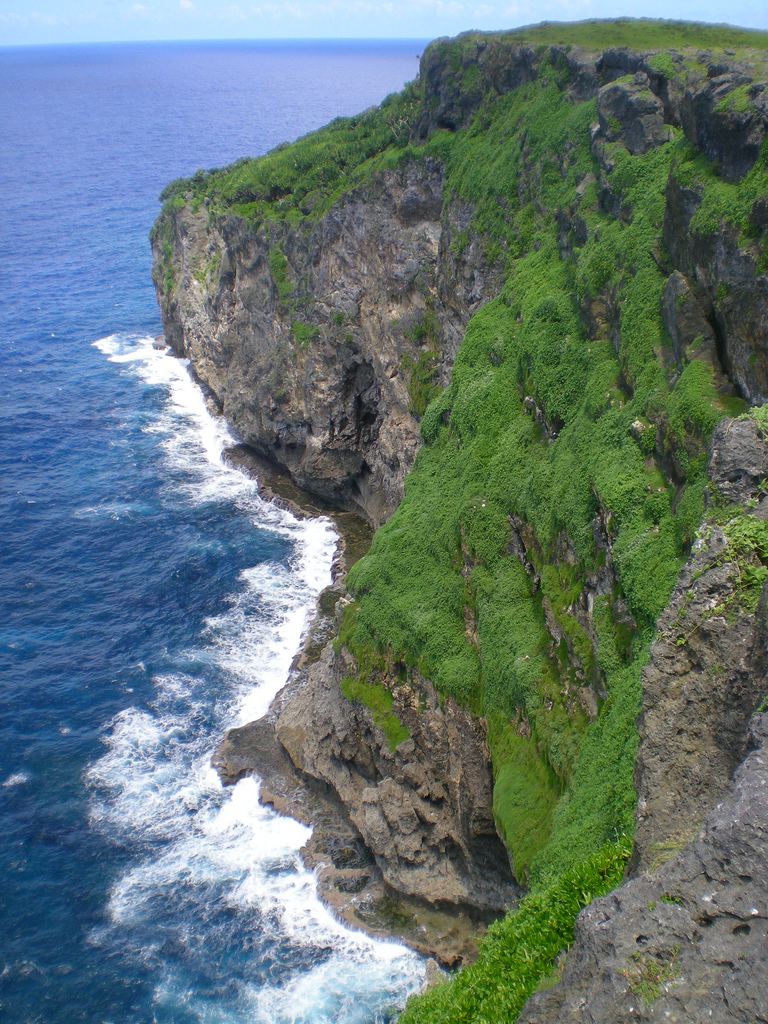
Costa di 'Eua.
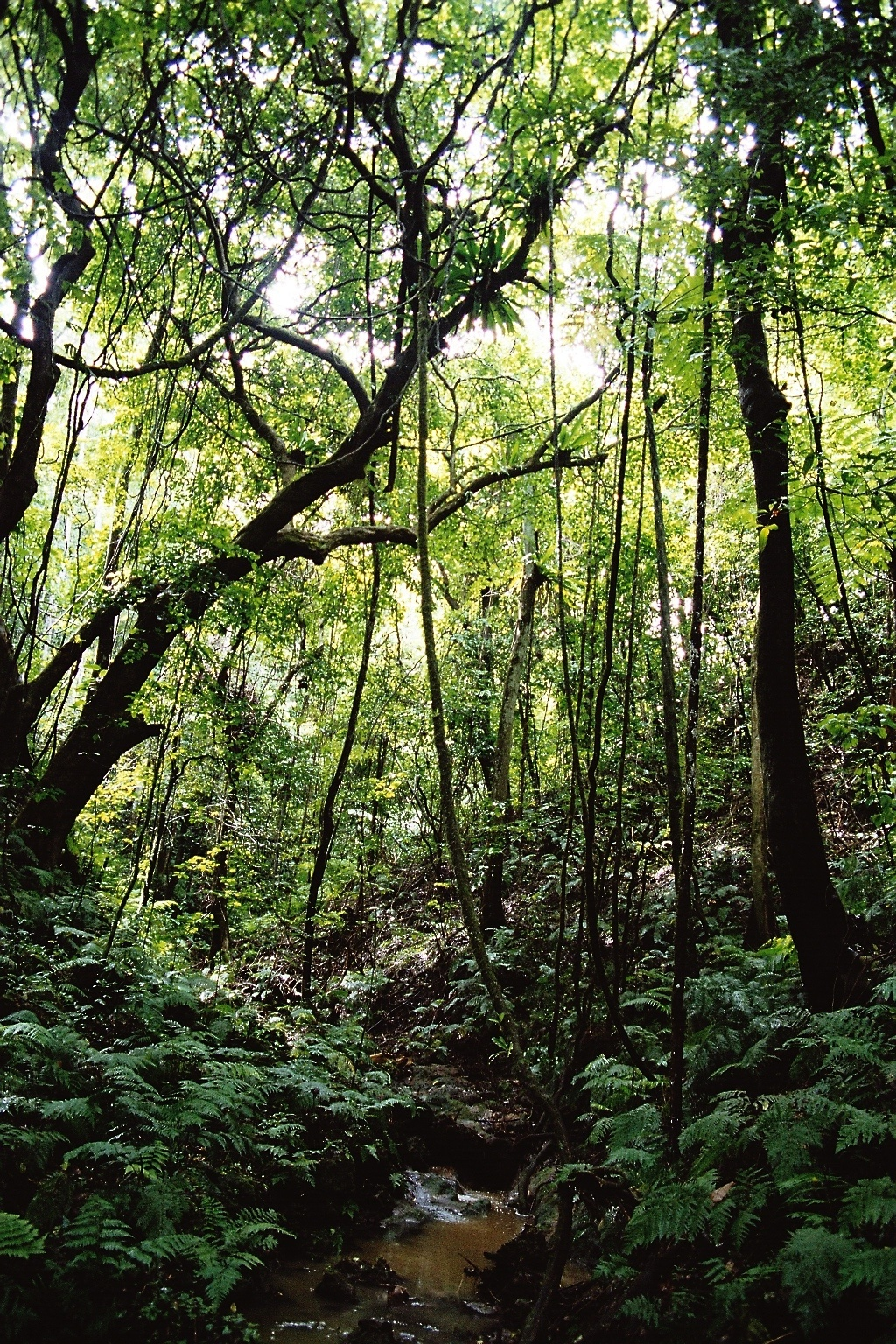
Foresta in 'Eua.
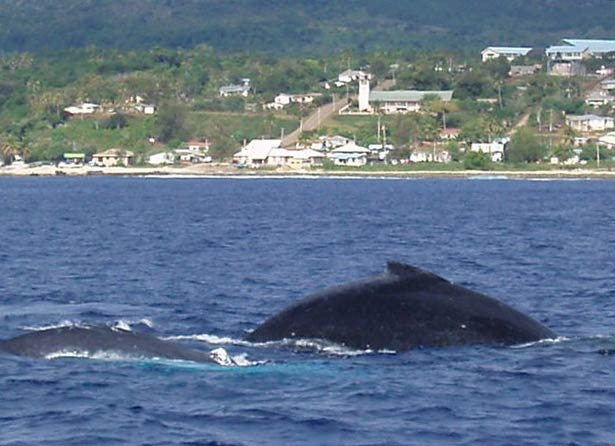
Una megattera con 'Ohonua sullo sfondo.